# 伊廷根
伊廷根是瑞士的城鎮，位於該國北部，由巴塞爾鄉村州負責管轄，面積3.14平方公里，海拔高度363米，2012年人口2,024，五成半人口信奉基督教，人口密度每平方公里645人。

## 外部連結
- Official website （页面存档备份，存于） （德文）
- TV Itingen （页面存档备份，存于）